# Cyclemys atripons
Espèce
Statut CITES
Cyclemys atripons est une espèce de tortues de la famille des Geoemydidae.

## Répartition

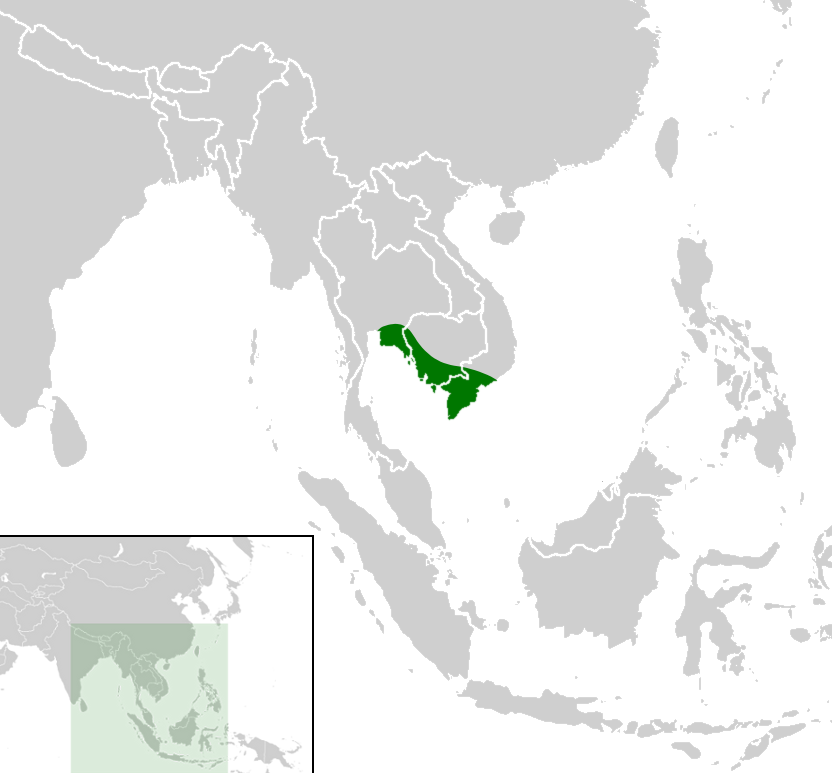
Distribution

Cette espèce se rencontre en Thaïlande et au Cambodge.

## Publication originale
- Iverson, & McCord, 1997 : A new species of Cyclemys (Testudines: Bataguridae) from southeast Asia. Proceedings of the Biological Society of Washington, vol. 110, no 4, p. 629-639.